# NordseeMilch
Die NordseeMilch eG (vormals Osterhusumer Meierei Witzwort eG) ist eine genossenschaftlich organisierte Molkerei im schleswig-holsteinischen Witzwort (Kreis Nordfriesland).

## Geschichte
1894 gründeten Landwirte aus der Region um Witzwort die Meierei-Genossenschaft Witzwort, um ihre Milch gemeinsam zu verarbeiten. 2001 fusionierte diese mit der Osterhusumer Meierei eG zur Osterhusumer Meierei Witzwort eG.
2007 wurde bei einem Großbrand große Teile der Produktionsanlagen zerstört, sodass nachfolgend ein umfangreicher Neubau des Werkes erforderlich wurde.
2019 erfolgte die Umbenennung des Unternehmens in NordseeMilch eG.

## Kennzahlen
Zum 31. Dezember 2021 hatte die Genossenschaft 221 Mitglieder, die 209.782 Anteile halten. 138 Betriebe lieferten Milch an die Genossenschaft. Fünf Mitglieder bilden den ehrenamtlichen Vorstand: Frank Petersen, Mathis Block, Matthias Peters, Hella Andresen und Rüdiger Andresen.

## Produkte
Wesentliche Produkte sind Frischmilch, Butter, Joghurt und Schlagsahne. 